# إدوارد بيك كورتيس
إدوارد بيك كورتيس (بالإنجليزية: Edward Peck Curtis)‏ هو عسكري أمريكي، ولد في 14 يناير 1897 في روتشستر في الولايات المتحدة، وتوفي في 13 مارس 1987.